# Speed (Kansas)
Speed – miasto w Stanach Zjednoczonych, w stanie Kansas, w hrabstwie Phillips.